# Magalie Foutrier
Magalie Foutrier est une illustratrice française et dessinatrice de bande dessinée née en 1986 en Normandie.

## Biographie
Magalie Foutrier suit une formation d'ingénierie thermicienne[Où ?][Quand ?] avant d'intégrer un atelier d'illustrateurs et graphistes fondé par Éric Dérian à Tours. Elle ouvre un blog d'illustration et obtient des contrats dans la publicité puis dans l'illustration de livres, comme 20, allée de la danse pour les éditions Nathan avec Élizabeth Barféty.
Elle se lance dans la bande dessinée avec India Desjardins pour livrer les deux volumes de La Célibataire, en 2012 et 2014. Il s'agit de la première bande dessinée pour les deux autrices.
Ayant recroisé Éric Dérian, elle dessine Les Jours qui restent, qui évoque le destin de trois protagonistes affectés par la même maladie hématologique. Ce projet, qui a mis sept ans pour aboutir, se concrétise dans un album de plus de 130 pages.

## Œuvres

### Bande dessinée
- La Célibataire (dessin), scénario d'India Desjardins, Michel Lafon

1. La Célibataire, 2012  (ISBN 978-2-7499-1751-1)
2. La Survivante, 2014  (ISBN 978-2-7619-4021-4)

- Les Jours qui restent, scénario d'Éric Dérian, Delcourt, coll. Mirages, 2019  (ISBN 978-2-7560-4213-8)

### Livres illustrés
- 20, allée de la danse, texte d'Élizabeth Barféty ; éd. Nathan en partenariat avec l'École de danse de l'Opéra national de Paris

1. Amies et rivales, 2016  (ISBN 978-2-09-256533-9)
2. L'Ombre d'un frère, 2016  (ISBN 978-2-09-256622-0)
3. Parfaite, ou presque, 2016  (ISBN 978-2-09-256535-3)
4. Petite rebelle, 2016  (ISBN 978-2-09-256624-4)

### Documentation
- Valérie Lessard, « La Célibataire, BD entre liberté et solitude, Montréal et Paris », Le Droit,‎ 13 octobre 2012 (lire en ligne).
- Laura Martin, « Aventure d'un soir », La Tribune (Sherbrooke),‎ 13 octobre 2012?
- Valérie Lessard, « La Célibataire, tome 2 - Survivante », Le Droit,‎ 4 octobre 2014.
- Josée Lapointe, « La célibataire l'est toujours », La Tribune (Sherbrooke),‎ 13 septembre 2014.